# Sandra Purpuro
Sandra Purpuro är en amerikansk skådespelare inom film och TV. Hon är känd i rollen som advokaten Katherine McClain i TV-serien Oz och Liz Labella i DiResta. Purpuro har även haft småroller i bland annat Ensamma hemma, På spaning i New York, Cityakuten, The Shield, CSI, Desperate Housewives och Powerless.